# Pan Peninsula
Pan Peninsula, también conocido como 1 Millharbour, es un complejo residencial de lujo situado en la zona de Docklands, Londres, Reino Unido, cerca de las estaciones de metro de South Quay (DLR) y Canary Wharf. Pan Peninsula es uno de los varios rascacielos residenciales que han surgido debido al aumento de la demanda de mejores estándares de vida en y alrededor de Canary Wharf. 

## Diseño
Pan Peninsula consta de dos torres: la más alta tiene 147 metros de altura y 48 plantas, sobrepasando las torres del Barbican Estate como el 13º edificio más alto de Londres. La torre más baja tiene 122 metros de altura y 38 plantas. 
La torre más alta fue coronada en septiembre de 2007. Ambos edificios fueron completados a comienzos de 2009, cuando los primeros residentes se trasladaron.
El proyecto fue diseñado por Skidmore, Owings and Merrill y promovido por la inmobiliaria irlandesa Ballymore.
Las dos torres están conectadas por una recepción que contiene una conserjería, un gimnasio de varias plantas, un cine privado y un restaurante con terraza. La tercera planta de la Torre Oeste también alberga un Spa Six Senses. La planta 48 de la torre más alta contiene el exclusivo bar de cócteles, the Attic at Pan Peninsula, abierto a residentes y sus invitados. Las cimas de las torres se han diseñado para parecer linternas, con una iluminación LED que es muy visible en el skyline y cambia gradualmente de color.

## Apartamentos
Las torres contienen principalmente estudios y apartamentos de una y dos habitaciones, todos ellos con balcones. Los estudios son relativamente pequeños. Contienen espacio de almacenamiento en la mayoría de las paredes, y una cama plegable que se recoge en el espacio de la pared, creando un comedor. A pesar de esta restricción de espacio, los estudios se han vendido por £300 000. En 2006, el ático superior se valoró en £10 000 000
La Torre Oeste contiene 430 unidades, mientras que la Torre Este contiene 356 unidades. Los residentes que viven en plantas "premier" (por ejemplo, la 31 y superiores de la Torre Este) tienen acceso exclusivo al Sky Lounge, situado en la planta 31 de la Torre Este. El Sky Lounge proporciona un lugar donde los residentes pueden relajarse, celebrar reuniones y conferencias, u organizar eventos. Los residentes también tienen acceso al Centro de Negocios, que contiene una sala de reuniones, una sala de conferencias y una biblioteca, todas ellos con acceso WiFi gratis para los residentes. 